# Kūyeh Bālā
Kūyeh Bālā (persiska: Kūyeh-ye Soflá, کویه بالا) är en ort i Iran.   Den ligger i provinsen Gilan, i den norra delen av landet, 190 km nordväst om huvudstaden Teheran. Kūyeh Bālā ligger 3 meter över havet och antalet invånare är 362.
Terrängen runt Kūyeh Bālā är platt åt nordost, men åt sydväst är den kuperad. Runt Kūyeh Bālā är det ganska tätbefolkat, med 134 invånare per kvadratkilometer. Närmaste större samhälle är Langarud, 14,9 km nordväst om Kūyeh Bālā. Trakten runt Kūyeh Bālā består till största delen av jordbruksmark.